# Зейналлы, Джаваншир Мирзамамед оглы
Джаваншир Мирзамамед оглы Зейналлы (азерб. Cavanşir Mirzəməmməd oğlu Zeynallı; род. 29 сентября 1945, Баку) — Народный артист Азербайджанской Республики (2019). Заслуженный деятель искусств Азербайджанской Республики (2006)

## Биография
Джаваншир Мирзамамед оглы Зейналлы, известный как Джаван Зейналлы, родился 29 сентября 1945 года в Баку. Его мать, Шафика ханум Маджидова, была оперной певицей и работала в коллективе Узеира Гаджибекова. Зейналлы получил начальное музыкальное образование в 7-летней музыкальной школе, а в 1967 году окончил музыкальное училище имени Асафа Зейналлы. В том же году он поступил на вокальный факультет Азербайджанской государственной консерватории, которую успешно окончил в 1972 году.
После окончания консерватории он начал работать солистом в Азербайджанском государственном театре песни. В 1976 году он стал солистом Азербайджанской государственной филармонии. С 1979 по 2001 годы Зейналлы был солистом Государственного ансамбля «Гая». Вместе с ансамблем он участвовал в гастролях во многих зарубежных странах, достойно представляя образцы азербайджанской эстрады. Музыкант завоевал широкую популярность благодаря своему уникальному тембру голоса, манере исполнения и харизме.
Зейналлы участвовал в международных джазовых фестивалях, проходивших в Баку, Москве, Латвии, Германии и Польше. Он также дал три сольных концерта в Бакинском джазовом центре.

## Личная жизнь
Джаван Зейналлы был женат дважды. В первый раз он женился в Москве, от этого брака у него есть дочь Наташа, родившаяся в 1981 году. В 1996 году он женился во второй раз на Рое ханум.

## Награды и звания
- Заслуженный деятель искусств Азербайджанской Республики — 16 сентября 2006 года
- Персональная пенсия Президента Азербайджанской Республики[2] — 21 декабря 2015 года
- Народный артист Азербайджанской Республики[3] — 24 мая 2019 года

## Фильмография
- Benefis (телепередача, 2007)
- Çətirimiz buludlardır (фильм, 1976)
- Dantenin yubileyi (фильм, 1978)
- Əlvida, cənub şəhəri (фильм, 2006)
- İstintaq (фильм, 1979)
- Kədərimiz… Vüqarımız…
- Koma 0,1 saniyədə (фильм, 2007)
- Qonşu qonşu olsa… (фильм, 1989)
- Oqtay Ağayev. Ötən günlər (фильм, 2004)
- Park (фильм, 1983)
- Sizi, kiçik toy məclisinə dəvət edirik. (фильм, 1979)
- Tam məxfi (фильм, 2004)
- Yanmış körpülər (фильм, 2007)